# Mrągowo Wąskotorowe
Mrągowo Wąskotorowe - dawna wąskotorowa stacja kolejowa w Mrągowie, w województwie warmińsko-mazurskim, w Polsce.